# Том Кланси
Том Кланси (на английски: Tom Clancy) е американски писател, автор на политически трилъри на шпионска тематика.

## Биография
Том Кланси е роден на 12 април 1947 г. в Балтимор, Мериленд, САЩ.
През 1965 г. завършва Лойола Блакфийлд в Тоусън, Мериленд и е приет да изучава литература в Колеж Лойола в Балтимор, който завършва през 1969 г. За кратко ръководи застрахователна компания, която процъфтява в продължение на няколко години, преди да се присъедини към група от инвеститори. През 1970 г. се жени за първата си съпруга Уанда, с която имат четири деца. Разделят се през 1996 – 1998 г. На 26 юни 1999 г. отново сключва брак с журналистката Александра Мари Люелин. През 1996 г. става един от основателите на „Red Storm Entertainment“ и създава едни от най-успешните и популярни компютърни игри. От 2008 г. участва с името си в компанията „Ubisoft“ и то става запазена марка за видеоигри, филми и книги. Съсобственик е на „Baltimore Orioles“ (Балтиморските авлиги), отбор от водещата лига по бейзбол. В политиката Кланси е твърд републиканец и националист.
Том Кланси умира на 1 октомври 2013 г. в Балтимор.

## Творчество
Том Кланси е автор на над петнадесет заглавия, обявени за бестселър № 1 от „Ню Йорк Таймс“, сред които са емблематичните „Ловът за „Червения октомври“, „Всички страхове“, „Реална опасност“ и „Патриотични игри“, по които са направени игрални филми.
Произведенията на Кланси са съсредоточени върху Студената война. За него вестник „Ню Йорк Таймс“ пише: „Том Кланси е безспорният фаворит, шампионът сред писателите. Предлага неописуеми приключения – висш пилотаж сред експлозивна смес от престъпления, екшън и нови технологии.“
Романите на Том Кланси са издадени в света в над 100 милиона екземпляра.

## Произведения

### „Джак Райън“ (Jack Ryan)
- The Hunt for Red October (1984)
Ловът за Червения октомври, изд. „Калпазанов“, Габрово, 1995 – 1996 (в 2 части), прев. Георги Стойчев, Кирил Кирилов
- Patriot Games (1987)
Патриотични игри, изд. „Атика“, София, 1993, прев. Венцислав Градинаров (в 2 части)
- The Cardinal of the Kremlin (1988)
Кардиналът от Кремъл, изд. „Атика“, София, 1995, прев. Владимир Гьозов (в 2 части)
- Clear and Present Danger (1989)
Реална заплаха, изд. „Атика“, София, 1994, прев. Венцислав Градинаров
- The Sum of All Fears (1991)
Всички страхове, изд. „Атика“, София, 1994, прев. Петко Петков (в 2 части)
- Debt of Honor (1994)
Дълг на честта, изд. „Атика“, София, 1996, прев. Николай Борисов (в 2 части)
- Executive Orders (1996)
По заповед на президента, изд. „Атика“, София, 1996, прев. Крум Бъчваров (в 3 части)
- The Bear and the Dragon (2000)
Мечката и драконът, изд. „Прозорец“, София, 2000, прев. Павел Талев, Борис Христов (в 2 части)
- Red Rabbit (2002)
Червеният заек, изд. „Прозорец“, София, 2011, прев. Цветана Русева

#### „Кампус“ (The Campus)
- The Teeth of the Tiger (2003)
Зъбите на тигъра, изд. „Прозорец“, София, 2011, прев. Павел Талев
- Dead or Alive (2010)
Жив или мъртъв, изд. „Прозорец“, София, 2011, прев. Венцислав Градинаров
- Locked On (2011) – с Марк Грейни
Без правила, изд. „Прозорец“, София, 2012, прев. Венцислав Градинаров
- Threat Vector (2012) – с Марк Грейни
Код „Заплаха“, изд. „Прозорец“, София, 2013, прев. Венцислав Градинаров
- Command Authority (2013) – с Марк Грейни
Властта на президента, изд. „Прозорец“, София, 2014, прев. Венцислав Градинаров

### „Джон Кларк“ (John Clark)
- Without Remorse (1993)
Безпощадно, изд. „Атика“, София, 1995, прев. Петко Петков (в 2 части)
- Rainbow Six (1998)
Дъга шест, ИК „Бард“, София, 1999, прев. Валерий Русинов

### Самостоятелни романи
- Red Storm Rising (1986) – с Лари Бонд
Операция „Червена буря“, изд. „Калпазанов“, София, 1996, прев. Николай Долчинков (в 2 части)
- SSN Strategies of submarine warfare (1996)
Подводната война: Стратегиите в подводната война, ИК „Бард“, София, 1998, прев. Диана Кутева, Стамен Стойчев
- Against All Enemies (2011) – с Питър Тилъп
Срещу всички врагове, изд. „Прозорец“, София, 2012, прев. Венцислав Градинаров

### Документалистика

#### Guided Tour
- Submarine: A Guided Tour Inside a Nuclear Warship (1993)
- Armored Cav: A Guided Tour of an Armored Cavalry Regiment (1994)
- Fighter Wing: A Guided Tour of an Air Force Combat Wing (1995)
- Marine: A Guided Tour of a Marine Expeditionary Unit (1996)
- Airborne: A Guided Tour of an Airborne Task Force (1997)
- Carrier: A Guided Tour of an Aircraft Carrier (1999)
- Special Forces: A Guided Tour of U.S. Army Special Forces (2001)

#### Study in Command
- Into the Storm – On the Ground in Iraq (1997) – с Фред Франкс
- Every Man a Tiger — the Gulf War Air Campaign (1999) – с Чък Хорнър
- Shadow Warriors (2002) – с Карл Стайнър
Воини в сянка: Спец. сили – поглед отвътре, изд. „Позорец“, София, 2004, прев. Лъчезар Бенатов
- Battle Ready (with Anthony Zinni) (2004)

Множество романи са създадени от Кланси. Те не са непременно написани от него. На български език излизат под неговото име. Те са включени в серии като: „Оперативен център“ (Op-Center universe), „Силови игри“ (Power Plays), „Нет Форс“ (Net Force).